# Народно-демократическая партия (Тонга)
Народно-Демократическая партия (НДП; англ. People's Democratic Party) — политическая партия в Тонге. Политическая организация была сформирована после раскола в движении «За права человека и демократию». Партия была создана в апреле 2005 года в городе Атенисийском университете Нукуалофы. Тейсина Фуко была первым человеком, избранным на пост президента партии на заседании 15 апреля. Этот же человек является председателем партии по сей день.

## Регистрация
НДП была официально зарегистрирована 1 июля 2005 года, став первой зарегистрированной тонганской партией.

## Цели
Партия имела примерно те же цели, что и движение «За права человека и демократию», но в более радикальной форме.

## Участие в выборах
На выборах 2008 года партия заняла третье место, получив 10 798 голосов избирателей или же 13,97 %. В новоизбранном парламенте партия имела 2 места. К выборам 2010 года партия сильно ослабла и набрала 2,43 % голосов и не была представлена в Законодательном собрании. Партия не участвовала в парламентских выборах 2014 и 2017 годов и не имеет представителей в парламенте.